# Ротман
Ротман (словен. Rotman) је насељено место у општини Јуршинци, Подравска регија, Словенија.

## Историја
До територијалне реорганизације у Словенији био је у саставу старе општине Птуј.

## Становништво
У попису становништва из 2011. године, Ротман је имао 158 становника.
| Број становника према пописима | Број становника према пописима | Број становника према пописима |
| ------------------------------ | ------------------------------ | ------------------------------ |
| 1991                           | 2002                           | 2011                           |
| 173                            | 137                            | 158                            |

Напомена: Године 1952. повећано за насеље Виншак, које је укинуто.